# Sępolno Małe
Sępolno Małe [sɛmˈpɔlnɔ ˈmawɛ] là một ngôi làng thuộc khu hành chính của Gmina Biały Bór, thuộc hạt Szczecinek, West Pomeranian Voivodeship, ở phía tây bắc Ba Lan. Nó nằm khoảng 8 kilômét (5 mi) phía tây bắc Biały Bór, 25 km (16 mi) phía bắc Szczecinek và 154 km (96 mi) về phía đông của thủ đô khu vực Szczecin.
Trước năm 1945, khu vực này là một phần của Đức. Đối với lịch sử của khu vực, xem Lịch sử của Pomerania.
Làng có dân số 70 người.